# كارل توماس (لاعب كريكت)
كارل توماس (2 يونيو 1973 في المملكة المتحدة - ) (بالإنجليزية: Karl Thomas)‏ هو لاعب كريكت بريطاني.

## وصلات خارجية
- كارل توماس على موقع إي آس بي آن كريك إنفو (الإنجليزية)